# Răscoalele țărănești din vara anului 1949

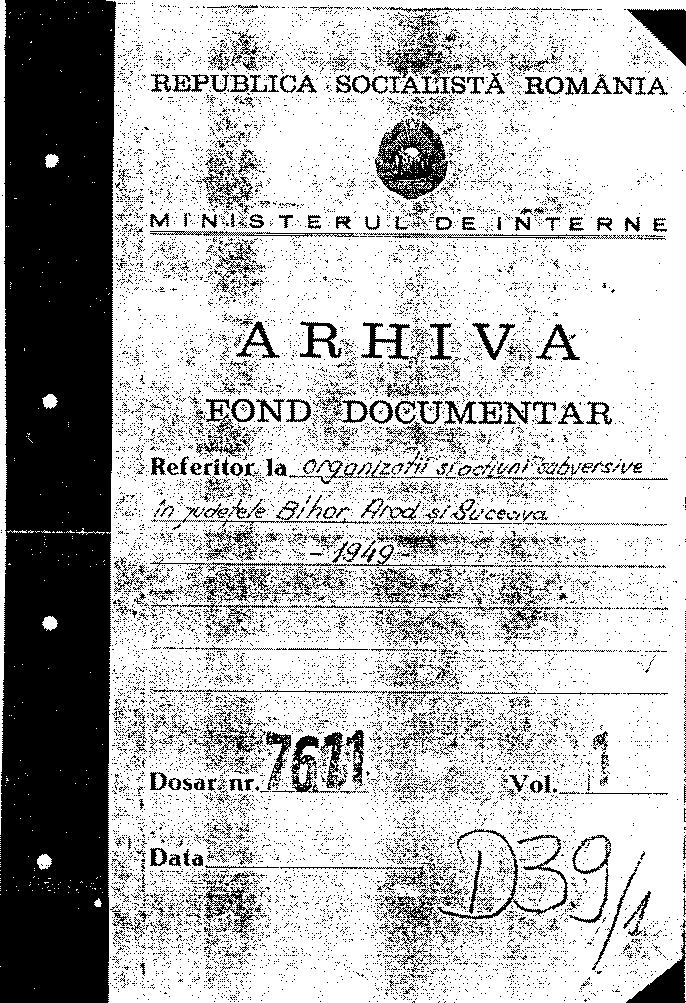

În anul 1949, în România, devenită în decembrie 1947 republică populară, au avut loc răscoale țărănești. Aceste răscoale s-au desfășurat în intervalul iunie-august 1949 în județele Bihor și Arad. La aceste acțiuni au luat parte chiar și unii membri ai partidului comunist unic. S-a ajuns chiar la arestarea în comuna Tăut a unor „membri ai comitetului provizoriu, ai secretariatului organizației de bază, președintele UTM, președintele sindicatului de salariaților agricoli și președinta UFDR, deoarece fuseseră în fruntea rebelilor”.
Una dintre cauzele principale ale răscoalei a fost o dispoziție a guvernului ce impunea plata secerișului în bani. Mulți țărani săraci considerau că aceste plăți trebuiau făcute în natură. Nemulțumirile s-au extins rapid în județul Bihor. O altă cauză a fost decretul nr. 306 publicat la 21 iulie 1949, prin care se preciza că „nici un producător nu poate treiera înainte de a primi procesul verbal în care se menționează cantitățile de cereale ce trebuie predate”. Nepredarea se pedepsea conform decretului nr. 183 din 30 aprilie 1949 cu închisoare de la 5 la 15 ani și amendă de la 10.000 lei la 100.000 lei.
În vara lui 1949 au avut loc numeroase incidente la ședințele de sindicat sau cu îndrumători trimiși de la centru. Acțiunea, care la început părea o simplă manifestare a nemulțumirii țăranilor, a căpătat brusc un caracter anticomunist. În răscoală au fost implicați se pare și partizani din mișcarea de rezistență, dar, din cauza stilului subiectiv în care au fost întocmite documentele, este dificil de făcut distincție între aserțiunile propagandistice și afirmațiile bazate pe fapte reale.
Numărul persoanelor executate prin împușcare a fost de cel puțin aproximativ 40.

## Desfășurarea evenimentelor
În primăvara anului 1948 este semnalată organelor de Securitate existența unei organizații așa-zis “contrarevoluționare” și „subversive”. Organizația se numea O.R.I. (conform SRI), adică Organizația Românilor Independenți, cu centrul de operare în Oradea și cu ramificații în nordul județului Bihor și sudul județului Sălaj.
Organele de securitate au primit la 11 mai 1949 primele informații despre intenția răsculaților (dintre care unii grupați în jurul acestei organizații) de a procura armament. La 20 iunie, Securitatea a aflat că anumite elemente încercau să procure armament de la unități militare.
În ancheta ulterioară s-a stabilit că întâlnirea care a stabilit ultimele detalii ale răscoalei ar fi avut loc în casa numitului Nistor Popa din comuna Sarsig, jud. Bihor, care a stabilit data de începere a răscoalei pentru 1 august. Grupul se organizase în cinci cuiburi a câte zece membri și un șef, cu misiunea de a da alarma în sate. Alții aveau misiunea de curieri între comune, iar alții de „paznici”. Aceștia din urmă trebuiau sa anunțe apariția mașinilor Securității.
Este semnalată și implicarea unei organizații „subversive” (adică de partizani) „Vlad Țepeș II”, care era cunoscută ca având legături în București și ramificații în mai multe comune învecinate.
- Au loc incidente repetate, legate în special de plata în bani a secerișului. Nemulțumirea cu privire la plata în bani a secerișului se extinde în întreg județul Bihor.
- La 28 iunie, în comuna Biharia jud. Bihor, are loc o adunare convocată de șefi de partid din zonă, la care participă circa 2.000 de oameni. La această adunare participă secretarul Comitetului Județean PMR Francisc Szilágyi și responsabilul cu agitația și propaganda partidului în zonă Ștefan Kiorsi (Körösi?). Ei doreau să ofere lămuriri țăranilor. Țăranii încep să scandeze „să nu se scoată nici un bob de grâu din sat” și „să se încheie contracte cu chiaburi pentru plata secerișului în natură” După această adunare a avut loc și o altercație, „tovarășii” sus menționați fiind bătuți de săteni. Ordinea a fost restabilită prin intervenția Securității.

- În noaptea de 1 iulie este atacat secretariatul organizației de bază din comuna Uileacul de Munte, jud. Bihor.

- În ziua de 3 iulie în comuna Chiraleu, jud Bihor, doi îndrumători veniți pentru a reorganiza cooperativa sunt întâmpinați de un grup de femei care le strigă „nu ne trebuie vorbă multă, ci faină și ulei”. În după amiaza aceleiași zile, locuitori care dăduseră adeziuni la cooperativizare („întovărășire agricolă”), îl forțează pe primar să le restituie.

- În seara zilei de 5 iulie, în comuna Arpășel, jud Bihor, s-a ținut o adunare la care au participat 500 de țărani. Adunarea a fost convocata de PMR și au participat de la județeana de partid tovarășii Iuliu Lajcsák si Arasul Nardiuc. Aceștia încearcă să calmeze spiritele. Țăranii încep să strige „Nu vrem colhoz” , „Nu ne trebuie Comunism” „Omorâți-l pe conducător”, „Nu vrem sa mâncăm mămăligă ca muncitorii de la gospodăria de stat”. Delegații partidului încearcă să se retragă, dar sunt împiedicați de săteni. Este solicitată intervenția organelor de Securitate. La încercarea acestora de a efectua arestări, mulțimea atacă însuși camionul Securității, vrând să-l răstoarne. Miliția trage primele focuri de armă.
- Timp alte două săptămâni, starea de spirit continuă să fie agitată, deși nu mai sunt semnalate incidente notabile
- La 20 iulie, în comuna Tăuteu, jud Bihor, în timpul unei ședinte sindicale, țăranii se ridică și cer ca plata secerișului să se facă în natură. Scenariul se repetă, țăranii scandează „nu dăm niciun bob de grâu, fiindcă va fi luat și comercializat de evrei”, din nou intervin organele de Securitate și oamenii sunt împrăștiați.
- Noaptea următoare, oamenii se organizează, o pază este pusă în turnul bisericii, care urma sa tragă clopotul la apariția organelor de Securitate. Doi curieri sunt trimiși în comunele Bogiul-Ciutelec și Chiraleu, cu misiunea de a cere sprijinul oamenilor de acolo. Circa 2.500 de țărani pornesc spre comuna Tăuteu. Sunt depistați și opriți de Miliție si întorși din drum.
- 22 spre 23 Iulie. Incidentele continuă și în comunele Spinuș, Păclușa de Barcău, Sărsig, Mișca, Tria si Dărnișoara.
- La 24 iulie, în comuna Tăutele, 8 îndrumători trimiși de județeana de partid sunt alungați cu pietre de circa 150 de săteni. Aceiași îndrumători ieșiți din satul Tăutelec intră în comuna Șișterea, unde sunt înconjurați de 410 țărani. Și din această comună sunt izgoniți cu pietre, după care tot în aceasta comună, un grup de 50 de persoane devastează casele membrilor de partid de acolo.
- La 24 Iulie, în comuna Oșand, jud. Bihor, sătenii amenință că dau foc grâului.
- La 26 iulie, în comuna Șișterea fiind zi de târg, se strâng circa 300 de țărani în fața comitetului provizoriu, scandând zgomotos „dați-ne pâine sau posibilitatea de a câștiga o pâine”. Miliția arestează două femei. Se strâng 400 de persoane care doresc să atace sediul Miliției, se trag focuri de armă și este omorât primul om.
- 28 iulie. în comuna Diosig circa 50 de femei încep sa atace cooperativa comunei și îl bat pe președintele acesteia. Din nou intervine Miliția și din nou se trag focuri de armă.

### Desfășurarea răscoalei propriu-zise
La 29 iulie, ora 14, în comuna Girișu Negru, județul Bihor, are loc o manifestație la care participă 300 de țărani. Se scandează: „Vrem pâine, nu vom lăsa niciun bob de grâu sa iasă din comună.” Președintele comitetului provizoriu este prins și forțat să semneze o declarație că „nu va scoate niciun bob de grâu din comună”
În aceeași seară se trag clopotele, se sună goarna în comuna Tăut, jud. Bihor, și se adună 400 de persoane. În același timp se trag clopotele și în comuna Batăr și Talpoș. Cei 1000 de țărani adunați astfel se îndreaptă spre comuna Tăut, și scandează „trăiască RPR”, trăiască URSS, jos guvernul, jos comuniștii, trăiască Legiunea si Căpitanul, trăiască Regele!". 
Manifestanții ocupă comitetul provizoriu, scot arhiva acestuia din sediu și dau foc la dosare, în curte, distrug centrala telefonică și firele telefonice.
Camioanele cu trupe de Securitate sunt atacate cu focuri de armă automată. Țăranii scandează „Nu vom da niciun bob de grâu, Să nu intre niciun nădrag în comună, jos jidanii”. Manifestanții pleacă spre comuna Batăr, unde se întâlnesc cu alți 200 de țărani. Aici este omorât un membru de partid paznic la sediul comitetului provizoriu. Din Batăr mulțimea se îndreaptă înspre Girișu Negru, unde sunt așteptați de alte cca 200 de persoane, și împreună cu acestea barează șoseaua. Are loc o scurtă confruntare între țărani și securitate, țăranii se retrag în pădure.
- La 30 iulie răscoala se extinde în comuna Cociuba Mare. Sătenii de aici sunt anunțați de țăranii din comuna Belfir. În Belfir este atacat sediul comitetului provizoriu și doi îndrumători sunt bătuți grav. 15 militari deplasați la fața locului sunt înconjurați de mulțime. În noaptea respectivă se trag clopotele în comunele Belfir și Girișu Negru, manifestanții se deplasează spre comuna Cociuba Mare și scandează aceleași lozinci. Organele de Securitate care intră în comuna Tăut sunt atacate cu furci, securi, sape, pietre și chiar arme de foc. Totuși organele de Securitate reușesc sa aresteze 14 „huligani”.
- Au loc noi incidente (30-31 iulie) în comunele Tăut, Ucuriș, Șușag, Coroi, Ianoșda, din jud. Bihor. Se scandează din nou: „Niciun bob de grâu la colectare. Sa iasă afară toți străinii din comună. Nu avem nevoie de nădragi de la oraș”.
- În aceeași zi acțiunile țărănești se extind repede în nordul județului Arad. În comuna Berechiu, țăranii manifestează strigând „Vrem libertate, trăiască Regele Mihai, trăiască Iuliu Maniu, jos comuniștii!”. Este bătut secretarul comunei Ineu. Țăranii încearcă sa ia legătura cu comuna Șomoșcheș, dar cei trimiși acolo sunt opriți pe drum. În comuna Apateu sunt bătuți membri de partid, iar acțiunile cuprind și comuna Șepreuș, tot din județul Arad.

In satul Martihaz au fost impuscati chiaburii Cociubei si Baican. Cadavrele lor au fost lasate intr-un sant si descoperite de catre actualul Profesor Universitar Naghi Mihai, pe atunci un copil de 7 ani.